# Cuando vuelvas a mí
Cuando vuelvas a mí fue una telenovela argentina emitida en 1986 por (Canal 11) protagonizada por Arturo Puig y Ana María Cores. Se trata del remake de la telenovela de 1969 con Soledad Silveyra y Alberto Martin.

## Guion
El guion es de Alberto Migré (El hombre que amo, Piel naranja, Rolando Rivas, taxista, Vos y yo, toda la vida, Una voz en el teléfono, Ella contra mí, Chau, amor mío).

## Elenco
1986
- Arturo Puig
- Ana María Cores
- Mariana Karr
- Luis Dávila
- Gabriela Toscano
- Ana María Vinuesa

1969
- Nora Cárpena ...  Lena
- Mario de Rosa ...  Aguirre
- Graciela Dufau ...  Ana Luisa
- Gloria Ferrandiz ...  Nona
- Dora Ferreiro ...  Juana de Unquera
- Oscar Ferrigno ...  Rolando
- Gladys Luque ...  Susana
- Graciela Martinelli ...  Malú
- Alberto Martín ...  Martín
- Silvia Merlino ...  Leticia
- Néstor Hugo Rivas ...  Dr. Dawson
- Antuco Telesca ...  Ezequiel

Dirección 
- Carlos Berterreix